# Marc Dozier
 (août 2013).
Pour les articles homonymes, voir Dozier.
Marc Dozier est un photoreporter et documentariste, né le 25 août 1974 à Dijon.
Marc Dozier consacre l’essentiel de son travail de photographe et de réalisateur à la Papouasie-Nouvelle-Guinée. Chaque année, il partage la vie des tribus papoues dont il parle la langue véhiculaire, le pidgin, afin de répertorier la richesse de ces sociétés traditionnelles et de témoigner des profondes mutations sociales et culturelles qu’impose la confrontation avec le monde moderne. Afin de donner la parole à ces populations autochtones, il invite régulièrement quelques-uns de ses amis Papous à explorer et commenter notre monde, contrebalançant ainsi l’hégémonie des conceptions occidentales.
En parallèle à son travail de photographe et de réalisateur, il est fortement engagé dans le développement et le rayonnement culturel de la Papouasie-Nouvelle-Guinée. Il est président de l’association Kézako organisatrice de manifestations favorisant la découverte du monde et fondateur de l’agence de développement de la Papouasie-Nouvelle-Guinée (Nuigini) dont la vocation est la mise en place de projets macro-économiques et d’accès à l’éducation.

## Biographie
Après des études de littérature à Grenoble et d'Arts graphiques à Paris, Marc partage son temps entre la réalisation de films scientifiques et les voyages lointains qui l’entraînent en Mongolie, en Indonésie et en Chine.
En 1996, il séjourne pour la première fois en Papouasie-Nouvelle-Guinée en tant qu’étudiant étranger et intègre l’école d’Art nationale, la Faculty of Creative Arts (FCA) de Port Moresby. Au cours de ce premier séjour de six mois, il partage la vie des étudiants papous et noue de solides amitiés qui seront à l’origine de son attachement pour le pays.
En 1998, âgé de vingt-trois ans, il est engagé à la rédaction du magazine Grands Reportages  pour lequel il réalise régulièrement des reportages aux quatre coins du monde. Il y a publié de nombreux articles concernant la Papouasie-Nouvelle-Guinée (Régions du Sepik, Southern Highlands, Nouvelle-Irlande, Trobriand, Central Province…).
En 2003, avec l’aide de son ami français Philippe Gigliotti, il honore une vieille promesse et invite trois de ses amis papous à  découvrir l’Hexagone. Des profondeurs du métro parisien au sommet de la tour Eiffel, des embruns de la Méditerranée aux pentes enneigées des Alpes, Philip KC Wau (originaire de l’ethnie Pagau), Polobi Palia et Mundiya Kepanga (originaires de l’ethnie Huli) explorent alors la France durant plusieurs mois. L'enthousiasme inattendu soulevé par leur présence et la truculence de leurs observations sur notre monde rappelant les « Lettres persanes » de Montesquieu ont donné lieu à la publication du livre Le long-long voyage aux éditions Dakota.
Ce premier voyage initiatique et les profondeurs des considérations de Polobi et Mundiya, ont conduit Marc à imaginer avec ses amis papous un étonnant voyage à la redécouverte du monde. D’après lui, « la planète largement explorée par les occidentaux demeure souvent méconnue des sociétés traditionnelles dont le regard neuf enrichirait notre représentation du monde ». Consacrée à la découverte du patrimoine bâti et culturel de l'Humanité, cette odyssée exploratoire a ainsi pour objectif de reconsidérer notre représentation du monde à travers le regard insolite de deux Papous et de révéler, à travers leur œil philosophe et plein d'humour, une conception inédite de l'Humanité.
En 2006, avec l'aide de la société de production Bonne Pioche, Marc met en œuvre le premier volet de ce tour du monde. Il invite pour un second voyage ses deux amis Polobi et Mundiya pour un nouveau tour de France. Coécrit et réalisé avec Jean-Marie Barrère, un film documentaire de 100 minutes intitulé L'Exploration inversée retrace cette aventure aux quatre coins de l'Hexagone (Production Bonne Pioche - Diffusion sur Canal+ en janvier 2008).
En 2009, Marc publie un deuxième album de photographies intitulé La Tribu des Français. Dans la lignée du Long-long voyage, ce récit en images retrace les nouvelles aventures de Polobi et Mundiya en France. En 2011, Marc traduit et adapte la biographie de son ami papou, Mundiya Kepanga. Intitulé Au pays des hommes blancs, les mémoires d'un Papou en Occident, l'ouvrage dévoile sa conception pleine d'humour et de philosophie du monde occidental.
En 2012, avec l'aide de la société de production One Planet, Marc met en œuvre le projet de son ami papou Mundiya Kepanga : inviter des danseuses du cabaret parisien, le Lido, dans pays afin de participer avec la troupe de son village aux plus grands festivals du pays. Coécrit et réalisé avec Jean-Marie Barrère, un film documentaire de 52 minutes intitulé Danse avec les Papous retrace cette aventure (Production One Planet) .
En 2017, il réalise, avec Luc Marescot, Frères des arbres, un film documentaire de 52 minutes produit par Lato Sensu. Ce film suit Mundiya Kepanga dans ses nombreux voyages autour du monde pour faire entendre la voix des peuples autochtones, défenseur de l'environnement. Le film remporte de nombreux prix, dont le Prix du Public du Greenpace Film Festival en 2019.

## Kézako
Fondée en 1995, l’association KéZAKO a pour vocation d’organiser des expositions, des animations ou des spectacles autour de l’Ailleurs et de la découverte du monde. KéZAKO valorise la rencontre avec les hommes d’autres pays, d’autres cultures - lointaines et méconnues - ou tout simplement d'autres quartiers, dans une dynamique d’échange, de connaissance et de compréhension.
À travers photographies, objets, bandes sonores, projections d'images mais aussi à l'occasion de dégustations de produits exotiques et de rencontres humaines, les expositions multifacettes portent concrètement la volonté de rencontres et de découvertes de l'autre qui mènent bien souvent à plus de tolérance.
Basée à Grenoble, l'association, en allant à la rencontre des habitants des petites communes rurales ou urbaines à la périphérie de l'agglomération grenobloise développe ses activités dans la logique d'une « culture de proximité ». Gratuites pour le public, ouvertes à tous, populaires, adaptées aux enfants, aux adultes comme aux personnes âgées, pédagogiques, éveillant les cinq sens et favorisant la découverte du livre, ces expositions se veulent des expériences concrètes et vivantes à la portée de tous.

## Principales publications concernant la Nouvelle-Guinée

### Livres
- Amazing Port Moresby.The gateway to Papua New Guinea, Éditions Niugini, 180 pages, texte : Mary S. Kawage, photographies : Marc Dozier, préface : Hon. Powes Parkop, 2023.
- Gardiens de la forêt, Éditions du Seuil, 216 pages, texte : Claire Eggermont & Marc Dozier, préface : Francis Hallé, 2023.
- Contes des gardiens de la forêt, Éditions Seuil Jeunesse, 56 pages, textes : Céline Ripoll, illustrations : Anna Aparicio Català, introduction et idée originale : Marc Dozier, 2023.
- Au pays des Hommes blancs, Éditions Niugini, 384 pages, quatrième édition, 2023.
- La fabuleuse tribu des Papous, Éditions Plume de carotte, 80 pages, 2021.
- L'étrange tribu des Français, Éditions Plume de carotte, 80 pages, 2021.
- Au pays des Hommes blancs, Éditions Niugini, 320 pages, troisième édition, 2019.
- La Tribu des Américains, Éditions Niugini, 320 pages, 2017.
- Au pays des Hommes blancs, Éditions Niugini, 256 pages, deuxième édition, 2016.
- Papua New Guinea Photo Tips, Éditions Niugini, 52 pages, 2014.
- Le cabaret du bout du monde, le Lido chez les Papous, Éditions Niugini, 164 pages, 2013.
- Au pays des Hommes blancs, Éditions Niugini, 184 pages, 2012.
- Papouasie-Nouvelle-Guinée, Éditions Riverboom, 64 pages, 2011.
- La tribu des Français vue par des Papous, Dakota éditions, 288 pages, 2009.
- Le long – long voyage, Dakota éditions, 200 pages, 2006.

### Reportages
- À l'école de la forêt, Geo Ado, 8 pages, avril 2025.
- Papouasie-Nouvelle-Guinée, Géo, 40 pages, juillet 2021.
- Guerre victorieuse contre la Polio, le Figaro magazine, 10 pages, 14 août 2020.
- Une lueur d'espoir en enfer, le Figaro magazine, 10 pages, 20 juillet 2018.
- Participer aux fêtes papoues, magazine Grands Reportages, 16 pages, no 417, avril 2016.
- Les oubliés de Gloucester, magazine Grands Reportages, 16 pages, no 414, novembre 2015.
- Retour au pays des hommes plumes, magazine Grands Reportages, 14 pages, no 400, novembre 2014.
- Les Francs Maçons du Pacifique, magazine Grands Reportages, 14 pages, no 398, septembre 2014.
- Et l'homme devint crocodile, magazine Paris Match, 5 pages, septembre 2013.
- Corto Maltese chez les Papous, magazine Grands Reportages, 14 pages, no 376, décembre 2012 .
- Strass et paillettes au pays les Papous, le Figaro magazine, 5 pages, vendredi 23 novembre 2012.
- Macrofiesta en Papúa, magazine  Muy interessante, 6 pages, novembre 2012.
- Les sorciers du Yam, magazine Grands Reportages, 14 pages, no 349, décembre 2010 .
- Papouasie-Nouvelle-Guinée, magazine Grands Reportages, 40 pages, no 339, mars 2010 .
- Polobi et Mundeya chez les Gaulois, magazine Animan, 8 pages, 2010.
- The feathered men’s waltz, magazine  View, 12 pages, 2010.
- Zwei Papuas Erober Paris, magazine  View, 6 pages, 2009.
- Dos papúes en París, magazine  Muy interessante, 4 pages, 2009.
- Les sentinelles de la forêt, magazine Grands Reportages, 14 pages, no 323, décembre 2008 .
- L’Exploration inversée, magazine Grands Reportages, 14 pages, no 312, janvier 2008.
- Des Papous dans la ville, magazine VSD, 7 pages, 26 décembre 2007.
- L’aventure Pacifique, magazine Grands Reportages, 12 pages, no 300, janvier 2007.
- Les fêtes de l’Amour, magazine Grands Reportages, 12 pages, no 299, décembre 2006 .
- Des Papous dans la ville, le Figaro magazine, 5 pages, vendredi 30 avril 2004.
- L’éden du Pacifique, magazine Grands Reportages, 14 pages, no 266, mars 2004 .
- Dans la maison des hommes, magazine Grands Reportages, no 240, 14 pages, 2002.
- Trafic sur le Sépik, magazine Grands Reportages, no 218, 12 pages, mars 2000.

## Film concernant la Nouvelle-Guinée
- Gardiens de la forêt, le temps des solutions, production Lato Sensu, 52 minutes, un film de Marc Dozier (2023).
- Photographe-voyageur, Papouasie-Nouvelle-Guinée, production Lato Sensu, 52 minutes, un film de Quincy Russell et Marc Dozier (2019).
- Frères des arbres, production Lato Sensu, 85 minutes, un film de Marc Dozier et Luc Marescot (2017).
- Danse avec les Papous, production One Planet, 52 minutes, un film de Jean-Marie Barrère et Marc Dozier (2012).
- Un Papou à Binche, production I comme, 8 minutes, un film de Marc Dozier (2009).
- L’Exploration inversée, production Bonne Pioche, 104 minutes, un film de Jean-Marie Barrère et Marc Dozier (2007).

## Principales expositions
- La prison tropicale, Visa pour l'image, Perpignan, du 1er septembre au 16 septembre 2018.
- Rouen à la Croisée des Mondes, Exposition urbaine, Rouen, du 13 avril 2013 au 16 juin 2013.
- Au pays des hommes plumes, Museum d'Histoires Naturelles de Rouen, du 15 avril 2012 au 15 avril 2013.
- The long-long voyage, Musée de la Poste (Paris), du 21 novembre 2005 au 11 mars 2006.